# Aero Boero AB-95
L’Aero Boero AB-95 est un triplace utilitaire et de tourisme argentin à l’origine d’une importante famille d’avions largement répandus en Amérique latine.

## AB-95
Classique monoplan à aile haute contreventée de structure métallique entoilée et train classique fixe, le prototype a effectué son premier vol le 12 mars 1959. Les livraisons ont débuté en 1961.

## AB-95 de Lujo
Remotorisation avec un Continental O-200 de 100 ch.

## AB-95A Fumigador
Version à moteur Continental O-200 de 100 ch équipé pour la pulvérisation agricole.

## AB-95B
Remotorisation en 1963 du modèle de base avec un moteur Lycoming O-320-A2B de 150 ch.

## AB-95BS
25 exemplaires construits en version sanitaire (1 civière).

## AB-95-115
Les 45 derniers AB-95 ont été remotorisés avec un Textron Lycoming O-235-C2A de 115 ch. Ce modèle bénéficiait aussi d’améliorations aérodynamiques (capot moteur redessiné, train modifié). La production de cet appareil cessa en 1976.

## AB-115 Trainer
En 1986 la Direction de l’Aviation civile brésilienne s’inquiéta du vieillissement du parc d’avions d’instruction des aéro-clubs, constitué essentiellement de CAP-5 (en) et P-56C. Or Cessna avait cessé la production d’avions légers, Piper sortait à peine de son dépôt de bilan et le constructeur national Embraer se recentrait sur la production d’avions commerciaux et de combat. En Argentine Chincul (en) proposait le PA-18, dernière version produite sous licence d’une longue lignée Piper, mais Aero Boero proposa de relancer la production du AB-95-115, dont la production avait pourtant cessé dix ans auparavant. Seul Aero Boero pouvait fournir 400 avions (estimation des besoins) en 5 ou 6 ans, et la DAC envoya 6 instructeurs civils chevronnés et deux instructeurs militaires à Monteros (en) pour tester un AB-95-115. Malgré quelques réserves sur l’ergonomie du poste de pilotage et le manque de puissance du moteur O-235, l’évaluation fut satisfaisante et une commande ouverte de 450 AB-115 et AB-180 fut établie, le prix unitaire du AB-115 (nouvelle désignation de l'appareil) étant fixé à 74 000 U$. La production a donc débuté en 1987, les 5 premiers appareils étant livrés en 1988. Près de 400 exemplaires ont été livrés jusqu’en 1994.

## AB-115BS
Cet appareil est en fait un AB-95-115 avec une envergure agrandie, une flèche d’empennage accentuée et une autonomie supérieure.